# Sueño de ondas lentas

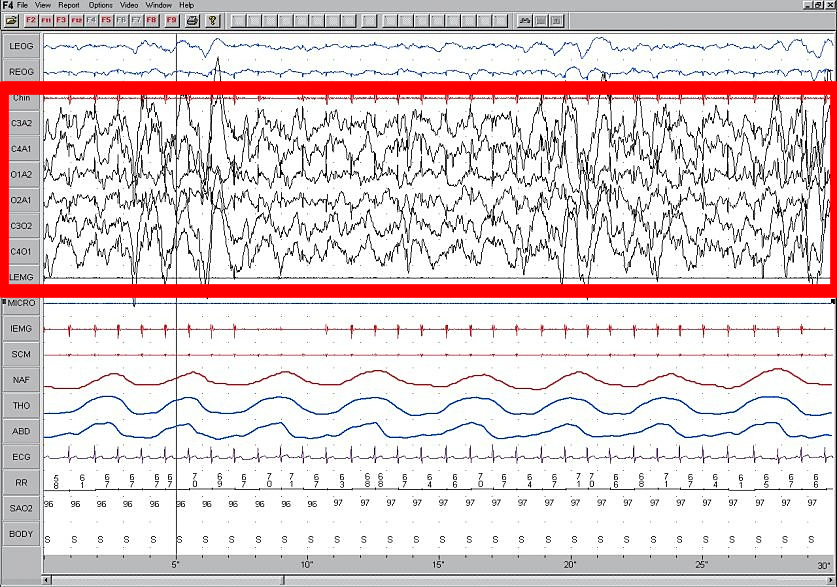
Sueño de ondas lentas en una electroencefalografía.

El sueño de ondas lentas (en inglés, slow-wave sleep, SWS) 
es la tercera fase del sueño sin movimientos oculares rápidos (NMOR). En su estandarización de 1968, Allan Rechtschaffen y Anthony Kales dividieron ese estadio del sueño en cuatro fases, y las últimas dos representaban el sueño de ondas lentas. No obstante, en 2007, la Academia Estadounidense de Medicina del Sueño (AASM, por sus siglas en inglés) redujo esa subdivisión a tres. Esta fase ocupa aproximadamente 15-25% del total del tiempo de sueño en jóvenes. Se presenta mayoritariamente en la infancia y disminuye con la edad.
Se denomina sueño de ondas lentas debido a que la actividad encefalográfica está sincronizada, lo que produce ondas lentas con una frecuencia menor a un hercio y con una amplitud relativamente alta. La primera sección de la onda implica un periodo de inhibición en el que las neuronas del neocórtex permanecen silentes. En este periodo, las neuronas neocorticales pueden descansar. La segunda sección de la onda significa un estado de excitación en el que las neuronas de la misma área envían estímulos a un ritmo acelerado. Las principales características del sueño de ondas lentas son el reducido tono muscular, la ausencia de movimientos oculares rápidos y la falta de activación genital.
Esta fase es importante para la consolidación de nuevos recuerdos. Además, mejora la memoria declarativa. Un modelo central ha presentado la hipótesis de que el almacenamiento de la memoria a largo plazo está facilitado por una interacción entre las redes hipocámpicas y neocorticales. Los estudios sobre la privación de sueño en los seres humanos sugieren que la función principal del sueño de ondas lentas puede ser permitir al cerebro recuperarse de sus actividades diarias. Otra función afectada por esta fase del sueño es la secreción de la hormona del crecimiento, que siempre incrementa en este periodo. También se piensa que es responsable de una reducción en la actividad neuronal simpática y un aumento en la parasimpática.

## Características
El sueño de ondas lentas (en inglés, slow-wave sleep SWS) es la etapa más profunda y una de las tres fases del sueño sin movimientos oculares rápidos (NMOR). La actividad cerebral registrada por el electroencefalograma (EEG) durante este sueño está caracterizada por una llamada «oscilación lenta», que se observa en el neocórtex y se compone de una «fase despolarizante», asociada con una importante activación de las neuronas, y una «fase hiperpolarizante», donde las mismas células permanecen silentes por algunos milisegundos. Dado que estas oscilaciones suceden de forma sincronizada en grandes grupos neuronales, el EEG muestra ondas cerebrales de alta amplitud y baja frecuencia (1 Hz).
El sueño de ondas lentas es el que predomina durante el primer tercio de la noche y representa entre el 15 y 25% del total del sueño en los jóvenes. No obstante, su porcentaje depende de ciertos factores, como la edad, pues alcanza su máximo en la infancia y decrece «abruptamente» a partir de la pubertad. Igualmente, con la edad disminuye la profundidad del sueño. Incluso, en adultos mayores, particularmente hombres, puede presentarse una ausencia total del sueño de ondas lentas. Fisch (2008) coincide al señalar que el sueño de ondas lentas «es más prominente en la infancia y disminuye con la edad». También indica que puede estar ausente en personas mayores de 60 años, aunque la mayor disminución de esta fase sucede en la segunda década de la vida.
También se le conoce como «sueño delta», dado que la tercera etapa del sueño NMOR está conformada de un 20 a 50% por una época de ondas delta con una frecuencia menor o igual a dos Hz y una amplitud menor o igual a 75 μV. Por su parte, la cuarta etapa está compuesta por más del 50% de estas ondas. Como el nombre del sueño NMOR indica, esta etapa carece de movimientos oculares rápidos. Existe también una disminución del tono muscular, una reducción de los reflejos tendinosos, miosis, los párpados permanecen cerrados y los ojos se mueven lentamente. Por otra parte, los ritmos cardíacos y respiratorios se mantienen normales, predomina la actividad parasimpática y no hay actividad onírica. Para Carlson (2014), que además agrega la ausencia de activación genital, en esta fase sí puede presentarse actividad mental e incluso algunos de los «[ensueños] más terroríficos» ocurren en ella —terror nocturno—.
Por su parte, Waters (2008) señala que la respiración se encuentra «casi completamente bajo control automático», además de que existe regularidad en los parámetros cardiorrespiratorios. Los niños en esta fase son difíciles de despertar y pueden sufrir confusión por un largo período tras hacerlo. Los episodios de sueño de ondas lentas se acortan conforme avanza la noche, de tal forma que pueden desaparecer en los últimos dos tercios de la misma e incrementan los periodos de sueño MOR. Los ciclos de sueño posteriores muestran más movimientos corporales y un mayor umbral de despertar en comparación con los ciclos previos. En este sentido, Fisch (2008) aclara que durante el primer ciclo del sueño, el sueño de ondas lentas dura alrededor de 30 minutos y su contribución decrece en los siguientes ciclos.
Por otra parte, Fisch (2008) establece que la hormona del crecimiento alcanza sus niveles máximos del día durante el sueño de ondas lentas. En este sentido, esta fase también se relaciona con un incremento en los niveles de somatocrinina y grelina. Mientras que la hormona estimulante de la tiroides se inhibe mayoritariamente en esta fase, la renina aumenta. En las primeras etapas del sueño, especialmente durante el sueño de ondas lentas, los niveles de glucosa plasmática y la secreción de insulina aumentan significativamente, al contrario de lo que sucede en estadios posteriores, cuando predomina el sueño MOR.

## Función y trastornos relacionados
El sueño de ondas lentas (en inglés, slow-wave sleep, SWS) juega un papel importante en el «refuerzo de la memoria declarativa» y, en general, en la consolidación de la memoria. Más específicamente, dice Walker (2009), su presencia e integridad se relaciona con la «habilidad de formar y retener los recuerdos no emocionales, basados en hechos (episódicos)». Las personas con insomnio muestran niveles disminuidos de sueño de ondas lentas y, por lo tanto, una consolidación reducida. En individuos mayores a 30 años de edad también hay un decremento en la consolidación basada en el sueño. El sueño de ondas lentas se ve estimulado por la interleucina-1 y el factor de necrosis tumoral. Las benzodiazepinas lo reducen y, en contraste, puede producirse excesivamente tras la suspensión abrupta de estos fármacos.
Esta fase y el sueño MOR se muestran reducidos en la enfermedad de Parkinson. La misma situación se presenta en la enfermedad de Alzheimer, en donde también se incrementa el número de despertares nocturnos. Igualmente, en la depresión se reduce el sueño de ondas lentas y, en general, el sueño continuo. Esto sucede también en otros trastornos, como alcoholismo crónico, esquizofrenia, trastorno de ansiedad generalizada y trastorno obsesivo-compulsivo. Otros problemas de salud que pueden presentarse son la enuresis nocturna, el sonambulismo y los terrores nocturnos. Además, según Carlson (2013), «Schenck y col. (1991)» describieron en diecinueve personas una condición que llamaron «trastorno de ingesta asociado al sueño», observado durante el sueño de ondas lentas y en el que los individuos ingerían alimentos mientras dormían. Fisch (2008) agrega y describe los episodios de despertar confuso, caracterizados por «comportamientos inapropiados, desorientación, habla ralentizada y amnesia», que se presentan tras despertar al individuo en sueño de ondas lentas y que puede durar de minutos a horas.